# 1289 Kutaïssi
1289 Kutaïssi eller 1933 QR är en asteroid i huvudbältet, som upptäcktes den 19 augusti 1933 av den ryske astronomen Grigorij N. Neujmin vid Simeiz-observatoriet på Krim. Den är uppkallad efter den georgiska staden Kutaisi.
Asteroiden har en diameter på ungefär 21 kilometer och den tillhör asteroidgruppen Koronis.